# Protoglomeris vasconica
Protoglomeris vasconica är en mångfotingart som först beskrevs av Henri W. Brölemann 1897.  Protoglomeris vasconica ingår i släktet Protoglomeris och familjen klotdubbelfotingar. Inga underarter finns listade i Catalogue of Life.